# Frankie Luvu
Frankie Luvu (Tafuna, 19 settembre 1996) è un giocatore di football americano figiano che milita nel ruolo di linebacker per i Washington Commanders della National Football League (NFL).

## Carriera

### New York Jets
Al college Luvu giocò a football a Washington. Dopo non essere stato scelto nel Draft, il 4 maggio 2018 firmò con i New York Jets. Fu svincolato il 1º settembre 2018 e rifirmò con la squadra di allenamento il giorno successivo. Fu promosso nel roster attivo l'8 settembre 2018.
Il 14 ottobre 2019 Luvu fu svincolato dai Jets, rifirmando poi con la squadra di allenamento. Fu promosso nel roster attivo il 1º novembre 2019.
Luvu rifirmò con i Jets il 23 aprile 2020. Fu inserito in lista infortunati il 20 ottobre 2020 per un problema all'inguine. Tornò nel roster attivo il 21 novembre 2020.

### Carolina Panthers
Luvu firmò con i Carolina Panthers il 23 marzo 2021. Iniziò la stagione come linebacker di riserva e come giocatore degli special team. Quell'anno disputò tutte le 16 partite, di cui 4 come titolare, con 43 tackle, 1,5 sack, un fumble forzato, 3 recuperati e un punt bloccato.
Il 17 febbraio 2022 Luvu firmò un'estensione contrattuale biennale con i Panthers. Il 2 ottobre fece registrare il primo intercetto in carriera ai danni di Kyler Murray, ritornando il pallone in touchdown nella sconfitta contro gli Arizona Cardinals. La sua annata si chiuse con un nuovo primato personale di 7 sack e guidando la NFC in placcaggi con perdita di yard (19).
Nell'ottavo turno della stagione 2023 Luvu contribuì alla prima vittoria dei Panthers contro gli Houston Texans con 12 tackle (di cui 2 con perdita di yard), due passaggi deviati e un sack, venendo premiato come miglior difensore della NFC della settimana.

### Washington Commanders
L'11 marzo 2024 Luvu firmò con i Washington Commanders un contratto triennale del valore di 36 milioni di dollari. A fine stagione fu inserito nel Second-team All-Pro.

## Palmarès
- Second-team All-Pro: 1

2024
- Difensore della NFC della settimana: 1

8ª del 2023